# Athanase (métropolite de Moscou)
Pour les articles homonymes, voir Athanase.
Athanase (né au début du XVIe siècle - 1570) (appelé André dans la vie civile) fut métropolite de Moscou et de toute la Russie de 1564 à 1566. Auxiliaire de Macaire (métropolite de Moscou), il prend sa relève à sa mort, mais abdique ensuite, peut-être par prudence.
Lettré, il est l'un des rédacteurs de la Stepnaïa kniga (Le Livre des degrés des chroniques russes). Il se retire au monastère du Tchoudov où il se consacre à l'écriture et la peinture.
Il est parfois considéré comme l'auteur de l'icône orthodoxe « Bénis soient les guerriers du  Roi des cieux », qui commémore la bataille menée par Ivan le Terrible pour prendre la ville de Kazan en 1552. 

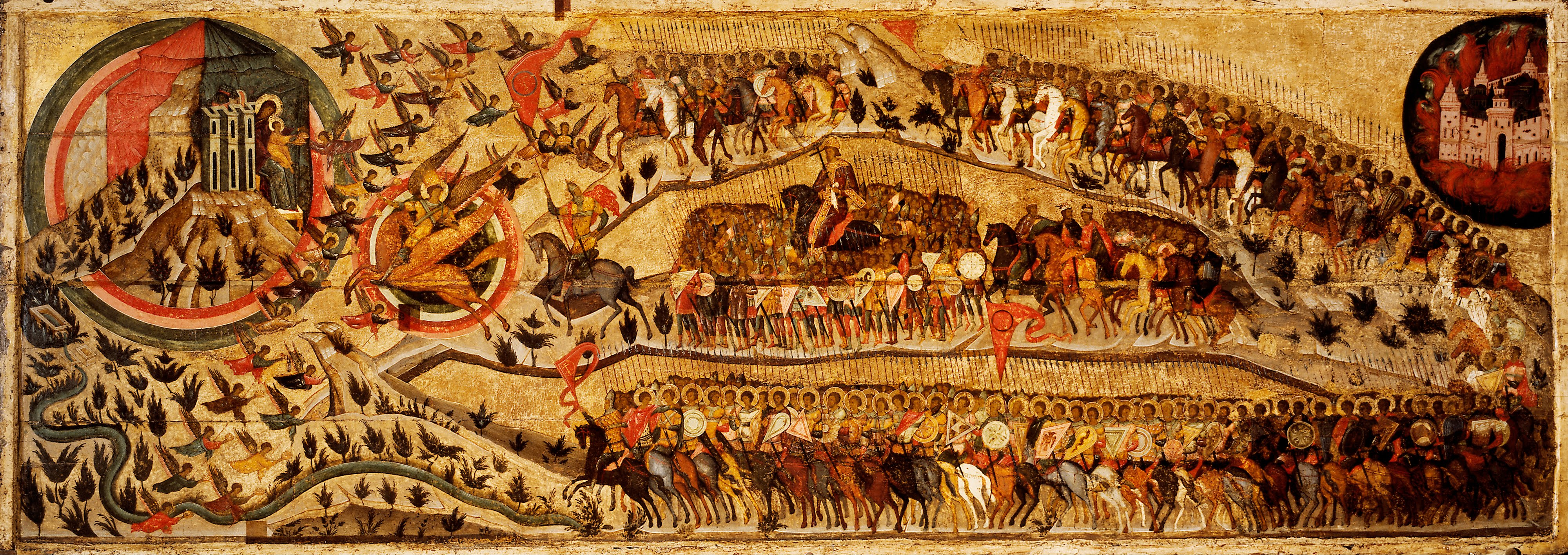
icône : "Bénis soient les guerriers du Roi des cieux…"